# Tsuioku no Heroine
Singles de Wink
Haitoku no Scenario
(1991) Matenrō Museum
(1992)
Tsuioku no Heroine (追憶のヒロイン) est le 13e single du duo japonais Wink.

## Présentation
Le single sort le 16 décembre 1991 au Japon sous le label Polystar. Il atteint la 5e place du classement de l'Oricon ; il reste classé pendant huit semaines, pour un total de 136 000 exemplaires vendus.
La chanson-titre a été utilisée comme thème de fin de la série anime Watashi to Watashi Futari no Lotte. Elle figurera sur l'album Each Side of Screen qui sort quatre mois plus tard,  puis sur les compilations Raisonné, Wink Memories 1988-1996, et Treasure Collection. 
La chanson en "face B", Image na Relation, a quant à elle été utilisée comme thème d'ouverture de la série anime Watashi to Watashi Futari no Lotte. Elle figurera sur la compilation Diary de 1994, puis sur la compilation de "faces B" Back to Front de 1995.

## Liste des titres
Toutes les paroles sont écrites par Neko Oikawa.
| 1. | Tsuioku no Heroine (追憶のヒロイン)  | Yuki Kadokura      |  |
| 2. | Image na Relation (イマージュな関係) | Toshiaki Matsumoto |  |